# Setjet
Setjet war die altägyptische Bezeichnung für die Wüstengebiete, die östlich von Retjenu auf der Sinai-Halbinsel oder dahinter lagen. In jenen Gebieten befanden sich Minen, zu denen die Könige (Pharaonen) bereits seit der Frühzeit Expeditionen durchführten. Unter König Djer wurde der Begriff Setjet-Länder auch für die gesamte Region der in Westasien liegenden Länder verwendet. 
Der Ort Setjet lag an der ägyptischen Grenze und markierte den Übergang zu den nordöstlichen Wüstenländern. Tributzahlungen der Setjet-Länder wurden üblicherweise über den Horusweg nahe dem Gebiet der Iuntiu nach Ägypten gebracht und anschließend über den Nil verschifft. 